# Hyperthyroïdie féline
Cet article concerne la maladie du chat. Pour celle de l'homme, voir Hyperthyroïdie.
L’hyperthyroïdie féline est une perturbation du système hormonal des chats domestiques (félin est un adjectif dérivé du latin felis, le chat), qui se caractérise par un fonctionnement exagéré de la thyroïde (hyperthyroïdie). Elle est la plus fréquente perturbation hormonale chez les chats âgés de plus de dix ans. L'hyperthyroïdie ne se rencontre que rarement chez les autres espèces d'animaux domestiques. La maladie se manifeste principalement par une perte de poids malgré une augmentation de la prise de nourriture. Elle est en règle générale diagnostiquée par des examens de sang et se traite bien.

## Occurrence
L'hyperthyroïdie féline a été décrite pour la première fois en 1979, et est diagnostiquée depuis de plus en plus souvent. On ne sait pas clairement s'il s'agit d'une maladie qui a vu son origine à cette époque, et qui devient plus fréquente, ou si une surveillance accrue de la population des chats vis-à-vis de cette maladie a conduit à la découverte de plus de cas. Cette maladie est la perturbation endocrine la plus fréquente chez les chats âgés de plus de dix ans. Toutes les races de chats sont touchées, on n'a pas mis en évidence de prédisposition à la maladie pour certaines races ni de dépendance en fonction du sexe.

## Pathogenèse
Contrairement à l'hyperthyroïdie de l'homme, la maladie se rapporte presque exclusivement à des tumeurs bénignes (adénomes autonomes), qui dans environ 70 % des cas se présentent en plusieurs petits groupes (multifocal), les autres n'en présentant qu'un (unifocal). Un cancer de la thyroïde peut aussi déclencher une hyperthyroïdie, mais ce cancer est très rare chez les chats (moins de 5 % des maladies de la thyroïde). Les hyperthyroïdies d'origine immune, comme la (thyroïdite de Hashimoto ou la maladie de Basedow), n'ont pas été décrites jusqu'à présent chez le chat.
À la suite de l'adénome (ou plus rarement du carcinome), il se produit une augmentation de la sécrétion de l'hormone thyroïdienne thyroxine, et dans trois quarts des cas, également de la triiodothyronine, autre hormone thyroïdienne. Ces sécrétions sont chez les chats malades indépendantes de la thyréostimuline (TSH) qui régule normalement la thyroïde.
On ne sait pas encore ce qui déclenche ces adénomes. Une influence pourrait provenir de la nourriture et de l'environnement, mais aussi de facteurs génétiques. L'alimentation par de la nourriture pour chats commerciale présente, d'après des études épidémiologiques, un facteur de risque pour le déclenchement de la maladie, ce que l’on rapporte à la proportion importante de matières goitrogènes dans leur composition, comme les isoflavones de soja ou les phtalates. Les chats nourris avec de la nourriture en boîte ont un risque 2,5 fois plus élevé de souffrir d'hyperthyroïdie. À part cela, des facteurs environnementaux comme l'utilisation  de certaines litières pour chats pourraient participer au déclenchement de l'hyperthyroïdie,. Des études sur le plan moléculaire ont montré chez les chats atteints d'hyperthyroïdie une expression diminuée de la protéine G(i2). Ceci conduit à une formation de plus d'adénosine monophosphate cyclique (AMPc), et ceci à son tour à une mauvaise régulation des mitoses, et à une surproduction d'hormone. Également, le polybromodiphényléther (PBDE), utilisé comme ignifuge dans certains tissus (interdit depuis en UE et dans certains États des États-Unis), pourrait prendre une part dans la pathogenèse, par son action endocrine : une production de TSH  renforcée de manière chronique pourrait conduire à une hypertrophie des follicules thyroïdes.

## Tableau clinique
Le tableau clinique est très variable, et dépend de l’importance de la supersécrétion. Finalement, les symptômes les plus observés sont les signes de processus métaboliques forcés chez les animaux malades, conditionnés par l’excès d'hormones thyroïdiennes.
Le symptôme le plus courant est une perte de poids, qui survient chez 88 % des chats atteints. D'autres signes sont un grossissement palpable de la thyroïde (50 % des cas : la thyroïde est impalpable chez le chat sain), une tachycardie accompagnée de bruits cardiaques, ainsi qu'une prise de nourriture augmentée, qui peut aller jusqu'à la polyphagie. La sécrétion excessive d'hormones thyroïdiennes peut provoquer le tableau clinique d'une cardiomyopathie hypertrophique (le plus souvent) ou dilatée (plus rarement). Ce tableau clinique est désigné par cardiopathie thyréotoxique. La forme hypertrophique est le plus souvent réversible, après une thérapie satisfaisante de l'hyperthyroïdie.
D'autres symptômes qui surviennent à l'occasion pendant une supersécrétion thyroïdienne sont un volume accru des selles, des vomissements, une soif et un volume urinaire accrus, une activité augmentée (très rarement accompagnée d'une fatigabilité accrue), des troubles du comportement (anxiété ou agressivité accrue), diminution de l'appétit, étouffements, changements au niveau de la peau : poil hirsute, chute des poils, croissance des griffes. Une hypertension artérielle est observée dans 5  à   20 % des cas, mais une relation claire de cause à effet n'est pour l’instant pas démontrée.

## Diagnostic
Sur la seule base des symptômes cliniques, on peut évoquer une série d'autres maladies des vieux chats, comme le diabète, l'insuffisance rénale chronique, les maladies cardiaques, les insuffisances hépatiques, les troubles digestifs et les inflammations chroniques de l'intestin, ainsi que les lymphomes de l’intestin. Il faut aussi considérer la possibilité de maladies plus rares chez le chat, comme les insuffisances pancréatique ou surrénale. On ne peut donc établir le diagnostic qu'au moyen de dosages  hormonaux ou de la scintigraphie (voir infra).

### Examens de laboratoire
La réponse au stress dû au haut niveau de thyroxine conduit généralement dans la formule sanguine à une élévation du nombre de globules blancs (leucocytose), avec une diminution des granulocytes éosinophiles et des lymphocytes. Le nombre de globules rouges et le contenu en hémoglobine sont à la limite supérieure de la normale. Dans le sérum, on peut trouver une augmentation légère à moyenne de l'activité de diverses enzymes (ALAT, ASAT, LDH, PAL).
En raison des perturbations des fonctions rénales souvent combinées avec une hyperthyroïdie, les contenus en urée et en créatinine dans le sang peuvent être augmentés,. Si l'hyperthyroïdie survient en même temps qu'une insuffisance rénale chronique, ces anomalies peuvent toutefois être masquées, parce que la thyroxine augmente le métabolisme et les performances cardiaques, et améliore ainsi l'afflux sanguin dans les reins. Ceci augmente le taux de filtration glomérulaire, et favorise l'excrétion des produits toxiques. Paradoxalement, il peut donc se faire que le traitement de l'hyperthyroïdie fasse apparaître cliniquement l'insuffisance rénale. Selon Egner et Carr,  ces modifications trouvées au laboratoire, conjuguées à une palpation positive, sont déjà une preuve de la maladie.
Pour un diagnostic plus précis, il faut faire des tests spéciaux de fonctionnement de la thyroïde.
Le premier devrait être une détermination de la concentration sérique de la thyroxine (T4), en considérant qu'actuellement, en médecine vétérinaire, on ne mesure que la concentration globale en thyroxine, et non pas de la thyroxine libre (non liée à une protéine) T4L, bien que cette dernière soit plus informative. La fourchette normale pour T4 chez le chat se situe entre 1,1  et   4,5 µg/dl, tandis que pour T4L, on la détermine par dialyse d'équilibre entre 1  et   2,8 ng/dl. Chez quelques animaux, le contenu en T4 peut être normal, malgré la subsistance de la maladie, ce qui peut arriver à la suite de variations diurnes en contenu hormonal, ou par la diminution du taux de T4 à la suite d'autres maladies.  S'il reste un doute fondé sur la clinique, la détermination doit être renouvelée à un moment ultérieur.
Un autre test est celui de la suppression de thyroïde. Ceci consiste à administrer au chat pendant deux jours une triiodothyronine (T3, la plupart du temps liothyronine). Un chat sain de la thyroïde réagit à cette administration par une diminution de la sécrétion de TSH (appelée rétroaction négative), ce qui à son tour aboutit à une diminution de la concentration en T4. Mais comme l'hyperthyroïdie a déjà conduit à un niveau durablement bas en TSH, l'administration de T3 chez le chat malade ne conduit à aucune diminution de TSH ni de T4.
Un autre procédé diagnostic est le test de stimulation de la TRH. On y administre au chat de la TRH, ce qui conduit chez le chat sain à une augmentation significative de la concentration en T4. Chez les animaux malades, on n'obtient qu'une augmentation nulle, ou faible. Cependant ce test a parfois chez les chats des effets secondaires importants (bave, vomissements, palpitations cardiaques, diarrhée), ce qui fait qu'il n'est que rarement utilisé. Le test à la TSH, c'est-à-dire la détermination du contenu sérique de la thyréotropine qui gouverne la thyroïde, est depuis offert pour les chats. Comme pour l’homme, ce test permet de détecter par un niveau de TSH faible ou même non mesurable les formes précoces de l'hyperthyroïdie. Le test de stimulation par la TSH, qui fonctionne de manière semblable au test de stimulation par la TRH n'est plus fait, car on ne dispose plus de TSH sur le marché.

### Procédés d'imagerie
L'échographie de la thyroïde, déjà usuelle depuis longtemps en médecine humaine, n'est utilisée en médecine vétérinaire que depuis récemment, et ce  surtout dans la recherche. Les raisons en sont les grandes exigences de l’appareillage, et les coûts élevés qui s'y rattachent. On utilise des têtes linéaires à haute définition, à au moins 7,5 MHz, ou mieux de 10  à   13 MHz, avec une faible ouverture. L'échographie permet de voir les hypertrophies thyroïdiennes chez tous les chats hyperthyroïdiens, alors que la sûreté diagnostique de la palpation n'atteint que 84 % pour les meilleurs vétérinaires.
La scintigraphie de la thyroïde est un procédé diagnostic de choix, mais elle n'est disponible que dans une minorité de cliniques vétérinaires. Le principe est d'injecter au chat un radioisotope (par exemple, un isotope de l’iode 131I ou du technétium 99mTc), et ensuite de mesurer leur enrichissement dans les adénomes. Le grand avantage de cette méthode est de permettre la localisation exacte des tumeurs dans la thyroïde, ce qui peut être utile en prévision d'une thérapeutique chirurgicale. Occasionnellement, à la suite de perturbations dans l'organogenèse, il peut se trouver du tissu thyroïdien excédentaire hors de la thyroïde (ectopie, principalement, dans le domaine du diaphragme) et qui tombe malade. Ce genre de tissu thyroïdien ectopique ne peut être détecté que par scintigraphie.
On n'a pas utilisé jusqu'à présent l'IRM ni la tomodensitométrie pour le diagnostic de la thyroïde du chat. Les instruments correspondants ne sont disponibles que dans les cliniques vétérinaires importantes.

## Thérapeutique
Il existe actuellement trois possibilités thérapeutiques pour le traitement de l'hyperthyroïdie du chat : l'utilisation d'antithyroïdiens, l'élimination chirurgicale du tissu thyroïdien malade, et la radiothérapie métabolique à l'iode. Quelle que soit la méthode utilisée, il faudra entreprendre un traitement des maladies parallèles ou secondaires (dommages aux reins, hypertension artérielle, maladies cardiaques). Pour tester un effet négatif possible de la baisse du niveau des hormones thyroïdiennes sur la fonction rénale, on recommande un traitement médicamenteux de 30 jours avant d'entreprendre des traitements radicaux comme l'exérèse thyroïdienne ou la radiothérapie à l'iode.

### Antithyroïdiens
La thérapeutique avec des antithyroïdiens est facilement appliquée, et est par conséquent la plus utilisée. Les antithyroïdiens bloquent la formation des hormones thyroïdiennes, mais n'éliminent pas, contrairement aux autres méthodes, le tissu malade. Cependant, ces médicaments peuvent la plupart du temps être utilisés sans problème, ou trouver une utilisation pour stabiliser le patient avant une intervention chirurgicale. En médecine vétérinaire, on utilise avant tout le thiamazol (syn. methimazol, ou felimazole, le seul autorisé en Allemagne), parfois aussi le carbimazole. Par ingestion orale, le carbimazole est rapidement transformé en thiamazol.  Selon les indications du fabricant, pour à peu près 20 % des chats ainsi traités, surtout sur de longues durées, il apparaît des effets secondaires (vomissements, léthargie, démangeaisons, maladies de foie, modifications de la formule sanguine), mais qui disparaissent la plupart du temps après l'arrêt de l'administration du médicament. Cependant le thiamazol ne peut pas être administré aux chats souffrant par ailleurs de maladie de foie, de diabète ou de troubles de la coagulation.
En cas d'impossibilité d'utiliser le thiamazol, on peut utiliser l'acide iopanoïque. Il bloque la transformation de T4 en T3 et n’a pratiquement aucun effet secondaire.

### Thyroïdectomie
L'exérèse chirurgicale (thyroïdectomie) est efficace, mais risquée, en particulier chez les chats fortement hyperthyroïdiens, en raison d'un degré élevé de rique anesthésique. Un traitement préalable aux antithyroïdiens est conseillé. Pour l'opération elle-même, il existe plusieurs techniques, qui se doivent toutes de préserver les glandes parathyroïdes. En outre, il y a un risque de blesser au cours de l'opération des nerfs du cou importants (nerfs récurrents). Après une thyroïdectomie totale, il y a un manque d'hormones thyroïdiennes, qu'il faudra pallier par une administration à vie. Si une moitié seulement de la thyroïde est éliminée, il se forme après l'opération une fonction hypothyroïdienne temporaire, qui ne nécessite souvent pas de soins. Cependant, après une élimination chirurgicale, il reste un risque de récidives, en particulier s'il existe du tissu thyroïdien ectopique.

### Radiothérapie métabolique à l'iode
La radiothérapie métabolique à l'iode est considérée comme la thérapie de choix, car elle est efficace et bien supportée. Un seul traitement est suffisant en règle générale, si bien qu'il n'y a pas besoin de traitement médicamenteux de longue durée (avantage important compte tenu de la possible difficulté à faire avaler un comprimé à un chat), et les risques du traitement chirurgical sont absents. Cependant, il est conditionné par des installations de radioprotection importantes et donc peu répandues. Outre cette disponibilité limitée, le coût et le séjour nécessaire constituent des inconvénients. Le séjour, actuellement de trois semaines, pourrait sans doute, par accord étroit avec les autorités compétentes, être réduit à quelques jours : la durée nécessaire de séjour, définie par la dosimétrie,  est de sept à dix jours.

## Destruction thermique ou chimique de la thyroïde
La destruction du tissu thyroïdien par un instrument de radiochirurgie sous échographie (ablation thermique), ou par injection d'éthanol à 96 % (ablation chimique) ne joue pratiquement plus aucun rôle. Les deux formes de traitement ont montré de nombreux effets secondaires comme la paralysie du larynx ou le syndrome de Claude Bernard-Horner.